# Rijksmuseum Amsterdam
Rijksmuseum eller Rijksmuseum Amsterdam (dansk: Nationalmuseet i Amsterdam) er et nederlandsk nationalmuseum i Amsterdam. Det ligger på Museumplein. Museet koncentrerer sig om kunst, håndværk og historie. Det har en stor samling malerier fra den nederlandske guldalder og en vigtig samling asiatisk kunst.
Med over 2 mio. besøgende om året, er det landets tredjemest besøgte museum.

## Grundlæggelse
Museet blev grundlagt i 1800 i Haag for at udstille de nederlandske statholderes samlinger. Det blev grundlagt med inspiration i Frankrig. Dengang var det kendt som Nationalt kunstgalleri (nederlandsk: Nationale Kunst-Gallerij). I 1808 flyttede museet til Amsterdam efter ordre fra kong Louis Bonaparte, bror til Napoleon Bonaparte. Malerierne ejet af Amsterdam som Nattevagten af Rembrandt blev føjet til samlingen. 

## Cuypers' bygning
I 1863 var der en arkitektkonkurrence om en ny bygning til Rijksmuseum, men ingen af de indleverede forslag blev godkendt. Pierre Cuypers deltog også i konkurrencen, og hans forslag fik andenpladsen. I 1876 blev der afholdt en ny konkurrence, og denne gang vandt Pierre Cuypers. Tegningen var en blanding af elementer fra gotik og renæssance. Byggeriet begyndte den 1. oktober 1876. Bygningen skulle både indvendigt og udvendigt dekoreres med referencer til den hollandske kunsthistorie. Der blev holdt en anden konkurrence angående denne udsmykning. Vinderne var B. van Hove og J.F. Vermeylen til skulpturerne, G. Sturm til flisetableauerne og malerierne og W.F. Dixon til glasmalerierne. Museet åbnede på det nye sted den 13. juli 1885.
Hovedentreen ligger på Stadhouderskade, mens bagindgangen har en fremtrædende placering på Museumplein mellem Van Gogh Museet, Stedelijk Museum Amsterdam og Concertgebouw.

## Bibliotek
Rijksmuseums forskningsbibliotek er en del af Rijksmuseum og er det største offentlige forskningsbibliotek vedrørende kunsthistorie i Holland.

## Samlingerne
Malerisamlingerne inkluderer arbejder af kunstnerne Jacob van Ruysdael, Frans Hals, Johannes Vermeer, Rembrandt og Rembrandts elever. Den fotografiske samling rummer mere end 150.000 fotos fra det 19. århundrede og frem til i dag 